# Нарциссизм малых различий
В психоанализе, нарциссизм малых различий (нем. der Narzissmus der kleinen Differenzen) — идея о том, что чем больше общих черт, в отношениях людей или сообществе, тем больше вероятность того, что в таком обществе произойдут конфликты, межличностная вражда и взаимные насмешки, из-за повышенной чувствительности к незначительным различиям, воспринимаемым друг в друге. Данное понятие было введено Зигмундом Фрейдом, в 1917 году, на основе более ранней работы английского антрополога Эрнеста Кроули. Кроули предположил, что каждый человек отделён, от других людей, посредством табу, на личную самоизоляцию, которая фактически является нарциссизмом малых различий.

## История

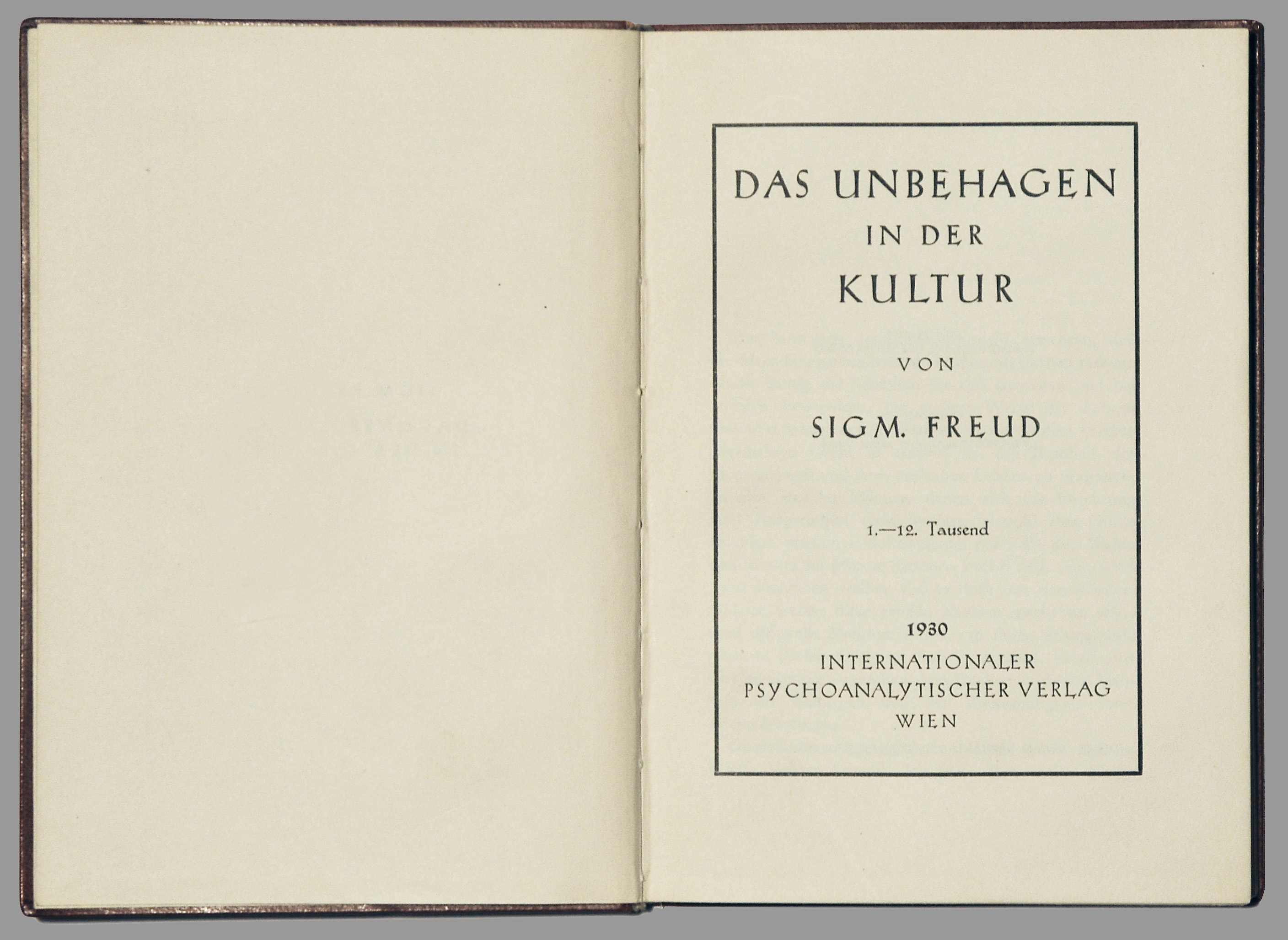
Титульный лист книги Недовольство культурой, в которой Фрейд изложил свою теорию.

Данный термин появился в работе Фрейда «Недовольство культурой» (1929-1930 гг.) в связи, с применением свойственной человеку агрессивности, в этнических конфликтах — процессом, который на тот момент еще рассматривался Фрейдом как удобное и относительно безвредное удовлетворение склонности к агрессии. Для лаканианцев это понятие явно относилось к сфере воображаемого: нарциссизм малых различий, который ставит зависть, в положение решающего элемента, в вопросах, затрагивающих нарциссический образ. Американский психиатр Глен О. Габбард предположил, что фрейдовский нарциссизм малых различий позволяет понять, что в рамках любовных отношений может существовать потребность в поиске и даже чрезмерном раздувании противоречий, чтобы сохранить чувство собственной важности и самости.
«В чужом глазу соломину видеть, в своём — бревна не замечать»
Джонатан Свифт, в романе «Путешествия Гулливера», написанном в 1726 году, описывает подобное явление, повествуя о том, как две группы людей вступили в долгую и жестокую войну после того, как разошлись во мнениях о том, с какого конца лучше начинать разбивать яйцо.
С точки зрения постмодерна, Клайв Хейзелл утверждает, что культура потребления основана на нарциссизме малых различий для достижения поверхностного чувства собственной важности, эрзац чувства уникальности, которое является лишь маской для скрытого единообразия и сходства. Данное явление было описано британской комедийной группой «Монти Пайтон» в сатирическом фильме 1979 года «Житие Брайана» и писательницей Джоан Дидион, в эссе (часть книги 1968 года «Сутулясь по направлению к Вифлеему») о Майкле Ласки, основателе Коммунистической партии США (марксистско-ленинской).
«Или как скажешь брату твоему: «дай, я выну сучок из глаза твоего», а вот, в твоём глазе бревно? Лицемер! вынь прежде бревно из твоего глаза и тогда увидишь, как вынуть сучок из глаза брата твоего»
Евангелие от Матфея. Гл. 7:3—5.
В 2010 году писатель Кристофер Хитченс, говоря об этнонациональных конфликтах, упомянул: «В многочисленных случаях явно этнонациональных конфликтов самая глубокая ненависть проявляется между людьми, которые, по внешним признакам, имеют очень мало существенных различий».